# Vias

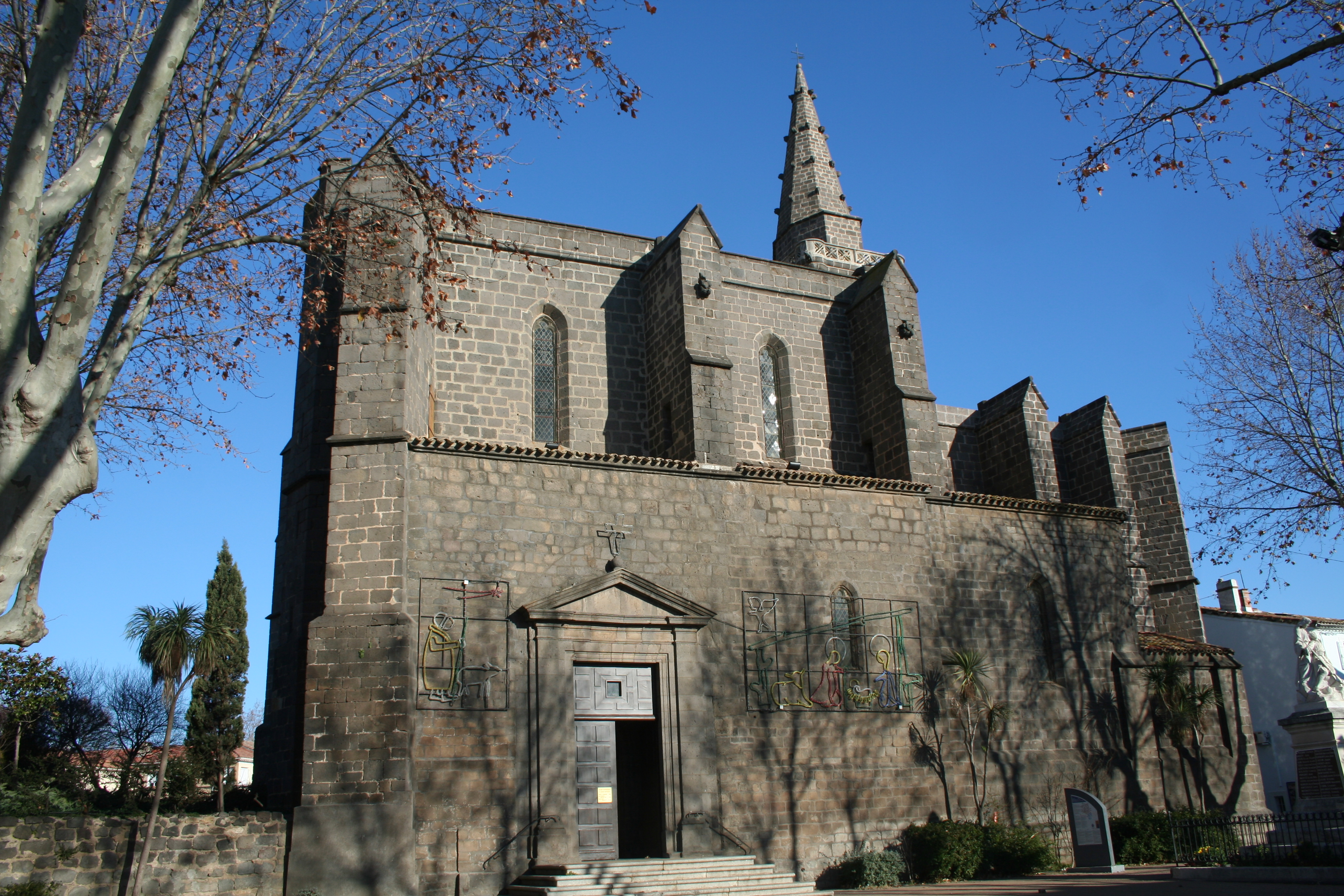
Kościół św. Jana Chrzciciela z XIV-XV wieku w Vias, 2011

Vias – miejscowość i gmina we Francji, w regionie Oksytania, w departamencie Hérault.
Według danych na rok 1990 gminę zamieszkiwało 3517 osób, a gęstość zaludnienia wynosiła 108 osób/km² (wśród 1545 gmin Langwedocji-Roussillon Vias plasuje się na 100. miejscu pod względem liczby ludności, natomiast pod względem powierzchni na miejscu 158.).

## Populacja

Populacja Vias w latach 1962-2008